# Ozarba catilina
Ozarba catilina là một loài bướm đêm trong họ Noctuidae.